# 塔寺バイパス
塔寺バイパス（とうでらバイパス）は、福島県河沼郡会津坂下町にある国道49号と国道252号のバイパス道路である。

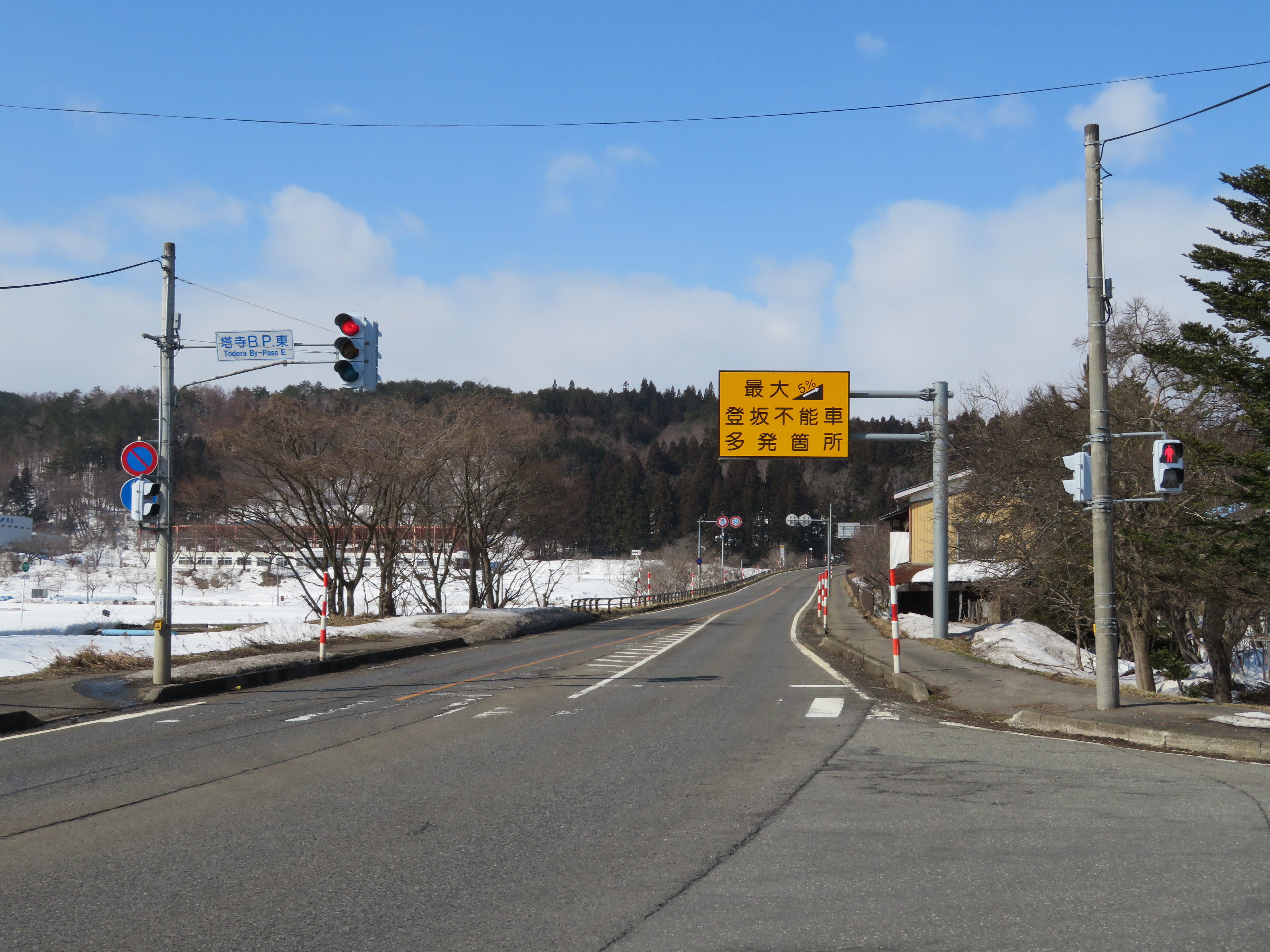
塔寺バイパス東交差点付近

## 概要
バイパス開通以前、塔寺付近の当時の国道49号は現在の福島県道43号会津坂下山都線の経路をとっていた。この地区では塔寺地区の人家が連坦しており、道路の改良も進んでいない部分があった。
当バイパス付近では旧来から利用されてきた道路の拡幅事業 (1km) も行われた。

### 路線データ
- 開通 : 1984年
- 起点 : 福島県河沼郡会津坂下町塔寺
- 終点 : 福島県河沼郡会津坂下町気多宮
- 全長 : 1.9km
- 車線 : 片側1車線（上下線合計2車線）

## 沿革
- 1984年度（昭和59年度） - 塔寺バイパス開通
- 1987年度（昭和62年度） - 周辺の道路拡幅が供用

## 地理

### 交差する道路
- 福島県道43号会津坂下山都線 - 塔寺バイパス東交差点、塔寺駅入口交差点
- 福島県道223号塔寺停車場線 - 塔寺駅入口交差点